# Giorgian De Arrascaeta
Giorgian Daniel De Arrascaeta Benedetti (født 1. juni 1994 i Nuevo Berlín, Uruguay) er en uruguayansk professionel fodboldspiller, som spiller for Campeonato Brasileiro Série A-klubben Flamengo og Uruguays landshold.

## Klubkarriere
På klubplan startede De Arrascaeta sin karriere i Montevideo-klubben Defensor Sporting, som han repræsenterede både på ungdomsplan og i de første år som seniorspiller. Efter at have spillet 53 kampe for klubben i den uruguayanske liga og været med til at nå semifinalen i Copa Libertadores i 2014 skiftede han til brasilianske Cruzeiro. Han har siden 2019 spillet for Flamengo.

## Landshold
De Arrascaeta har (pr. december 2022) spillet 42 kampe og scoret 10 mål for Uruguays landshold, som han debuterede for 8. september 2014 i en venskabskamp mod Sydkorea. Han var en del af det uruguayanske hold til Copa América i 2015, VM 2018 i Rusland og VM 2022 i Qatar.